# عرق وحشي

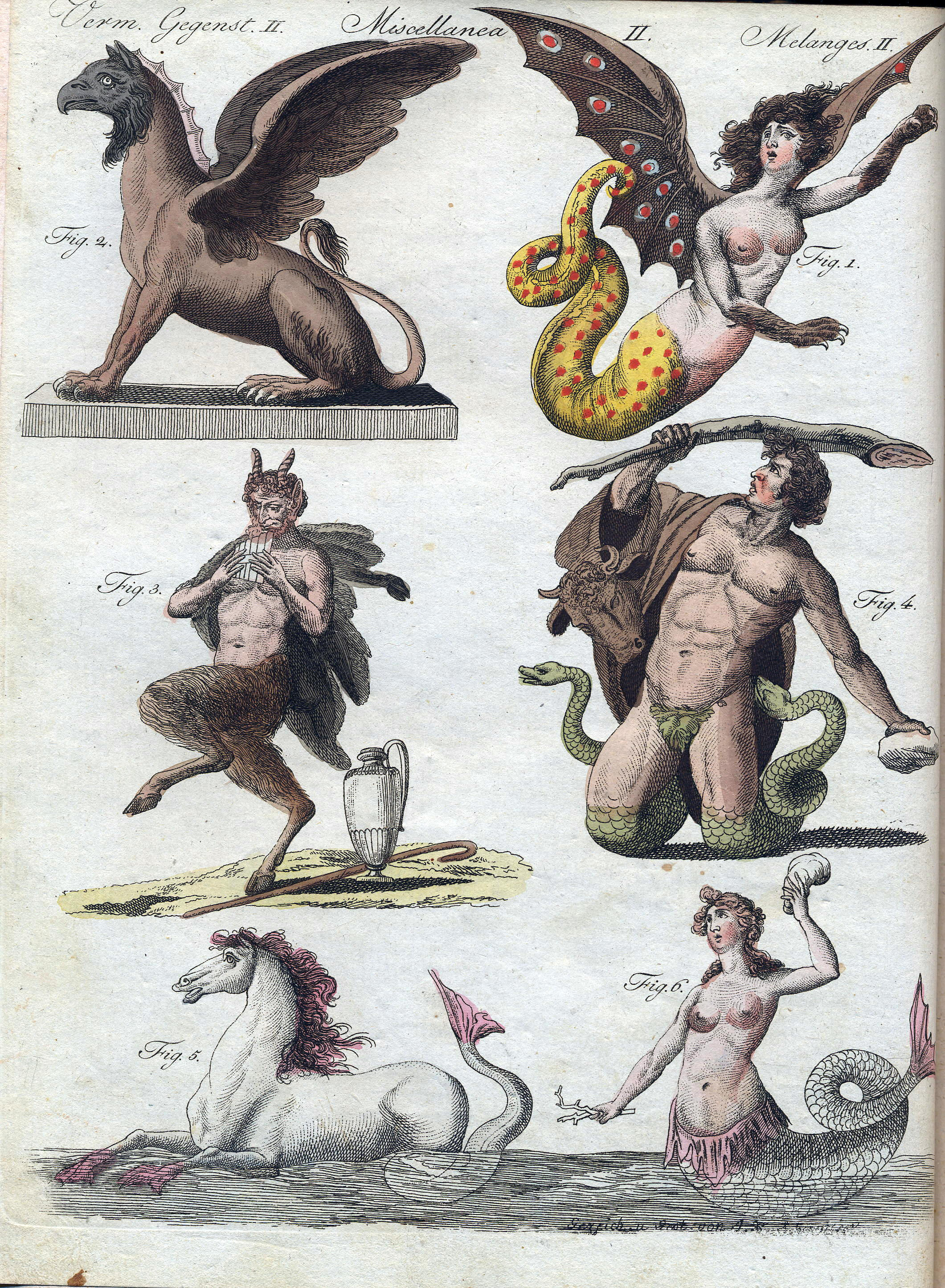
رسوم تخيلية لعدد من الكائنات الهجينة.

عرق وحشي أو عرق شيطاني (مازوكُ) (باليابانية: 魔族، بالروماجي: mazoku)، مصطلح يستخدم في الميثولوجيا والأساطير والأدب الياباني يجمع كل أنواع الكائنات الخارقة للطبيعة التي عادةً ما تحمل طبيعة شريرة وفي حرب أزلية مع البشر والآلهة مثل الشياطين والعفاريت بمختلف أنواعهم، يتسيد هذه الأعراق الملك الشيطان (魔王، maou) كما يعرف باسم سيد الظلام أو "زعيم الوحوش"، حديثًا أصبح المصطلح يرد بكثرة في ثقافة الأنمي والمانغا وألعاب الفيديو اليابانية.

## نظرة عامة
تتكون الكلمة اليابانية من مقطعين الأول ما (魔، ma) يعني (روح شريرة أو وحش أو عفريت)، بينما المقطع الثاني زوكُ (族، zoku) يعني (عائلة أو قبيلة أو عرق).
ينطوي تحت هذا المصطلح عدد كبير من الكائنات الخارقة التي قد يكون جمعها عداء فطري مع البشر والآلهة لتمثل في اغلب الاحيان الطرف الشرير في القصص، إلا أن بعضها قد يكون غير مؤذي للبشر، كما يدل على أن هذه الوحوش تعيش في مجتمعات مشابهة للمجتمعات البشرية متكونة من قبائل وعشائر او فصائل بناءً على نوعها.

### أشهرها
أشهر الكائنات التي توضع تحت تصنيف العرق الوحشي، على سبيل المثال لا الحصر:
- الوحوش العاقلة وغير العاقلة كالتنانين والعنقاوات.
- الشياطين المؤذية والديمون.
- العفاريت والجان والأوني.
- الغيلان والغوبلن والترول.
- الأقزام والأورك والعمالقة.
- الإيلف والجنيات.
- أرواح الطبيعة، التي تستوطن الجبال والأشجار والبحار.
- اليوكاي والكائنات السحرية ومصاصي الدماء.
- الكائنات الهجينة وأنصاف البشر [اليابانية] والمتحولين، كائنات عاقلة تجمع بين البشر والوحوش كالمستذئبين والحوريات البحرية والقنطور.

لكن قد يختلف التصنيف بشكل كبير من قصة إلى أخرى، كما يمكن أن تظهر تقسيمات وتصانيف أخرى أكثر تخصيصًا لبعض الكائنات.

### الزعامة
عادةً ما يحكم هذا المجتمع فرد يطلق عليه الملك الوحش أو الملك الشيطان (魔王، maou) وهو الفرد الأقوى بين الأعراق لكون هرم السلطة بين الوحوش يحدد بالقوة البحتة، ويتركز دوره بتوحيد جميع الأعراق المختلفة تحت إمرته وقيادة جيش الوحوش في حالة الحروب مع البشر أو الآلهة في القصص.

### في التراث الشعبي
أُستعمال مصطلح الأعراق الوحشية في اليابان للإشارة إلى كائنات أسورا غير البشرية وياكشا [الإنجليزية] (تعرف بأرواح الطبيعة) من الأساطير الهندوسية، بالإضافة ديوها الأرواح الشريرة في الديانة الزرادشتية، وفي الترجمة اليابانية للإنجيل أشير لإبليس بمصطلح الملك الشيطان.
في التاريخ الياباني أشار الحاكم العسكري الياباني أودا نوبوناغا إلى نفسه باسم الملك الشيطان في رسالته إلى تاكيدا شينغين موقعًا عليها بعبارة (الملك الشيطان للسماء السادسة؛ 第六天魔王).
على النقيض ورد في ذكر الآلهة المتعددة اليابانية مصطلح عرق إلهي (神族، shinzoku) للإشارة إلى كل الكائنات غير البشرية ذات الطابع الخيّر من الآلهة والملائكة والكائنات الموالية لها، والتي يترأسُها ملك الآلهة (神王، shinou) النقيض للملك الشيطان.

## في الخيال
يرد مصطلح الأعراق الوحشية في الكثير من الأعمال الخيالية اليابانية في الأنمي والمانغا وألعاب الفيديو إلا انه يتباين بالمعنى من عمل لآخر، بعض الأعمال تظهر هذه الأعراق شريرة بالكامل ومعادية لكل البشر والمخلوقات الأخرى، بينما في أعمال أخرى تظهر أقسام أخرى لمجموعات متعددة من الأعراق بعضها فقط شرير، حيث يمكن استعمال مصطلح عرق شياطني شرير (悪魔族، akumazoku) للإشارة إلى المؤذية منها فقط.

## طالع أيضًا
- تصنيف:أنمي ومانغا عن إيسيكاي
- كائن أسطوري
- يوكاي
- قائمة المخلوقات الأسطورية اليابانية